# Koulsy Lamko
Koulsy Lamko (Dadouar, Txad, 25 d'octubre de 1959) és un escriptor, dramaturg, poeta, novel·lista, promotor cultural, actor i professor universitari txadià.
Doctorat en Lletres per la Universitat de Llemotges, a França, i amb una Mestria en Lletres Modernes (lletres i arts) per la Universitat d'Ouagadougou de Burkina Faso, Lamko va deixar el seu país el 1979 per Burkina Faso a causa de la Guerra civil. Allà va conèixer Thomas Sankara i es va involucrar amb l'Institut de Pobles negres a Uagadugú. Lamko va passar deu anys promovent teatre comunitari a Burkina Faso, a través del Teatre de la Comunitat i va col·laborar en la fundació del Festival Internacional per al Desenvolupament.
Va viure a Llemotges i posteriorment a Ruanda, on va fundar el centre de la Universitat per a les Arts i el Teatre, i va ensenyar teatre i escriptura creativa. La seva experiència a Ruanda el va portar a escriure la seva novel·la La phalène des collines (La papallona dels turons), sobre el genocidi de 1994. Ha viscut a diferents països del món i ha promocionat el teatre i el millor coneixement de l'Àfrica des del punt de vista humanitari i literari. El 2003 va arribar com a convidat a la Casa Refugi Citlaltépetl, a Mèxic, i des de 2009, el govern del Districte Federal de Mèxic, amb l'impuls de Lamko, va obrir la casa refugi per a periodistes i escriptors africans.
Ha estat professor en diferents universitats: la Universitat Iberoamericana de Mèxic, la Universitat Autónoma del Estado de Hidalgo o la Universitat Nacional Autònoma de Mèxic. També va ensenyar literatura i arts dramàtiques a la Universitat Nacional de Ruanda a Butare. Ha dirigit diversos centres universitaris vinculats a les arts i a la cultura a Ruanda i Burkina Faso, i ha donat conferències sobre escriptura en festivals com el de francofonies a Llemotges, Burkina Faso, Costa d'Ivori, Canadà, Níger, Togo, Benín, Madagascar, Ruanda, Burundi, Mèxic, Brasil, Colúmbia, Argentina i Cuba.
Ha estat guanyador de nombrosos premis pels seus drames i narrativa breu. La seva obra ha estat presentada per companyies teatrals d'Àfrica, Europa i el Canadà. Ha estat promotor del Teatre de la Comunitat de Burkina Faso, fou un dels fundadors del Festival Internacional de Teatre per al Desenvolupament. Va fundar i dirigir el Centre for the Arts and the Theatre de la National de la Universitat de Ruanda, on també ha impartit classes de teatre i escriptura creativa.

## Publicacions[2][5]
- Le camp tend la sebile, 1993
- N'do kela ou l'initiation avortée, 1993
- Tout bassSi bas, 1995
- Comme des fleches, 1996,
- Le mot dans la rosée in Brèves d'ailleurs, 1997
- La tête sous l'aiselle, 1997
- Regards dans une larme, 1990
- Le repos des masques, 1995
- Sou sou sou gre gre, 1995
- Exils, 1993
- Aurore, 1997
- La phalène des collines, 2000
- Le Serpent à Plumes, 2002
- Au large de Karnac in Europe vue d'Afrique, 2004.